# 3856 Lutskij
3856 Lutskij је астероид главног астероидног појаса са средњом удаљеношћу од Сунца која износи 2,874 астрономских јединица (АЈ).
Апсолутна магнитуда астероида је 12,0.